# برسامان بون
برسامان بون، المعروف أيضًا باسمه الحركي أنانتا، هو سياسي شيوعي نيبالي ووزير المالية الحالي. كما أنه وزير سابق للطاقة والموارد المائية والري. وهو أيضًا عضو في اللجنة الدائمة للحزب الشيوعي النيبالي. شغل سابقًا منصب وزير المالية ووزير السلام والإعمار. كان زعيمًا للحزب الشيوعي النيبالي (الوسط الماوي) خلال فترة التمرد وعمل كواحد من أربعة نواب لقائد جيش التحرير الشعبي.

## التمرد
قاد برسامان الهجوم على مركز شرطة هوليري في 13 فبراير 1996، والذي كان بمثابة بداية الحرب الأهلية. تم تعيينه قائداً للفرقة الشرقية عقب اجتماع اللجنة المركزية عام 2002. بعض المعارك التي قادها بهذه الصفة تشمل الهجوم على بيمان، سيندهولي في سبتمبر 2002 والذي أدى إلى مقتل 49 شرطيًا والهجوم على ثكنات بانديبور في مايو 2005. تم تعيينه نائباً لقائد جيش التحرير الشعبي في مؤتمر تشونبانغ عام 2005.

## الحياة الشخصية
تزوج من أونساري غارتي ماغار، وهي سياسية شيوعية زميلة ورئيسة سابقة للهيئة التشريعية للبرلمان.